# Abdulla Idrees
Abdulla Idrees Saqer Mubarak Alhammadi, meglio noto come  Abdulla Idrees (in arabo عبد الله إدريس‎?; Ruwais, 16 agosto 1999), è un calciatore emiratino, difensore dell'Al-Nasr.

## Carriera
Abdulla Idrees cresce nel settore giovanile dell'Al-Jazira. Debutta come professionista con la maglia dell'Al-Jazira il 7 aprile 2018, nella partita contro l'Emirates valida per la UAE Arabian Gulf League 2017-2018.
Nella stagione 2020-2021 Idress diventa una presenza stabile nella prima squadra dell'Al-Jazira, collezionando 14 presenze nella stagione conclusa con la conquista del terzo titolo nazionale per la squadra di Abu Dhabi. Nel marzo 2022 fa il suo esordio nella AFC Champions League giocando da titolare nella sconfitta per 2-1 contro gli iracheni del Al-Quwa Al-Jawiya; collezionando poi altre quattro presenze nell'edizione 2022.

## Statistiche

### Presenze e reti nei club
Statistiche aggiornate al 22 luglio 2024.
| Stagione           | Squadra          | Campionato       | Campionato | Campionato | Coppe nazionali | Coppe nazionali | Coppe nazionali | Coppe continentali | Coppe continentali | Coppe continentali | Altre coppe | Altre coppe | Altre coppe | Totale | Totale |
| Stagione           | Squadra          | Comp             | Pres       | Reti       | Comp            | Pres            | Reti            | Comp               | Pres               | Reti               | Comp        | Pres        | Reti        | Pres   | Reti   |
| ------------------ | ---------------- | ---------------- | ---------- | ---------- | --------------- | --------------- | --------------- | ------------------ | ------------------ | ------------------ | ----------- | ----------- | ----------- | ------ | ------ |
| 2017-2018          | Al-Jazira        | PL               | 1          | 0          | CEAU+CdL        | 0+0             | 0+0             | -                  | -                  | -                  | -           | -           | -           | 1      | 0      |
| 2018-2019          | Al-Jazira        | PL               | 0          | 0          | CEAU+CdL        | 0+4             | 0+0             | -                  | -                  | -                  | -           | -           | -           | 4      | 0      |
| 2019-2020          | Al-Jazira        | PL               | 4          | 0          | CEAU+CdL        | 1+6             | 0+0             | -                  | -                  | -                  | -           | -           | -           | 11     | 0      |
| 2020-2021          | Al-Jazira        | PL               | 14         | 1          | CEAU+CdL        | 1+2             | 0+0             | -                  | -                  | -                  | -           | -           | -           | 17     | 1      |
| 2021-2022          | Al-Jazira        | PL               | 20         | 0          | CEAU+CdL        | 2+2             | 0+0             | ACL                | 5                  | 0                  | Cmc+SEAU    | 3+1         | 0           | 33     | 0      |
| 2022-2023          | Al-Jazira        | PL               | 21         | 0          | CEAU+CdL        | 3+5             | 0+0             | -                  | -                  | -                  | -           | -           | -           | 29     | 0      |
| 2023-2024          | Al-Jazira        | PL               | 21         | 1          | CEAU+CdL        | 4+2             | 0+0             | -                  | -                  | -                  | -           | -           | -           | 27     | 1      |
| giu.2024- gen.2025 | Al-Jazira        | PL               | 5          | 0          | CEAU+CdL        | 0+2             | 0+0             | -                  | -                  | -                  | -           | -           | -           | 7      | 0      |
| Totale Al-Jazira   | Totale Al-Jazira | Totale Al-Jazira | 86         | 2          |                 | 34              | 0               |                    | 5                  | 0                  |             | 4           | 0           | 129    | 2      |
| gen.2025-giu.2025  | Al-Nasr          | PL               | 6          | 0          | CEAU+CdL        | 0+0             | 0+0             | -                  | -                  | -                  | GCC         | 3           | 0           | 9      | 0      |
| Totale carriera    | Totale carriera  | Totale carriera  | 92         | 2          |                 | 34              | 0               |                    | 5                  | 0                  |             | 7           | 0           | 138    | 2      |

### Cronologia presenze e reti in nazionale
| Cronologia completa delle presenze e delle reti in nazionale ― Emirati Arabi Uniti | Cronologia completa delle presenze e delle reti in nazionale ― Emirati Arabi Uniti | Cronologia completa delle presenze e delle reti in nazionale ― Emirati Arabi Uniti | Cronologia completa delle presenze e delle reti in nazionale ― Emirati Arabi Uniti | Cronologia completa delle presenze e delle reti in nazionale ― Emirati Arabi Uniti | Cronologia completa delle presenze e delle reti in nazionale ― Emirati Arabi Uniti | Cronologia completa delle presenze e delle reti in nazionale ― Emirati Arabi Uniti | Cronologia completa delle presenze e delle reti in nazionale ― Emirati Arabi Uniti |
| Data                                                                               | Città                                                                              | In casa                                                                            | Risultato                                                                          | Ospiti                                                                             | Competizione                                                                       | Reti                                                                               | Note                                                                               |
| ---------------------------------------------------------------------------------- | ---------------------------------------------------------------------------------- | ---------------------------------------------------------------------------------- | ---------------------------------------------------------------------------------- | ---------------------------------------------------------------------------------- | ---------------------------------------------------------------------------------- | ---------------------------------------------------------------------------------- | ---------------------------------------------------------------------------------- |
| 12-9-2023                                                                          | Zagabria                                                                           | Costa Rica                                                                         | 1 – 4                                                                              | Emirati Arabi Uniti                                                                | Amichevole                                                                         | -                                                                                  | 60’                                                                                |
| Totale                                                                             |                                                                                    | Presenze                                                                           | 1                                                                                  |                                                                                    | Reti                                                                               | 0                                                                                  |                                                                                    |

## Palmarès

### Club

#### Competizioni nazionali
- UAE Arabian Gulf League: 1

Al Jazira: 2020-2021
- UAE Super Cup: 1

Al Jazira: 2021